# 軟體缺陷指標
軟體缺陷指標（Software Defect Indicator）是源代码中會出現的一些模式，和程序错误有強烈的相關性，程序错误是指程式碼中有錯誤或是遺漏程式，會因此造成程式的動作異常。在檢視计算机程序時，不一定每次都可以直接識別到程式的錯誤，但因為軟體缺陷指標有固定的型式（有時也稱為反面模式或代碼異味），表示程式有可能有問題。
以下是一些軟體缺陷指標的例子：
- 無效不會執行的程式：已撰寫好的程式碼，而程式設計者刻意關閉程式不執行，也沒有相關註解說明此程式為何要關閉，或是這程式何時會恢復執行的資訊。
- 函式太過複雜：程式（方法、模組、副程式、函式、子函式、程序，或是任何有名稱的一塊程式碼）中包括了十個條件敘述中的邏輯判斷式[1]。
- 沒用到的變數：沒有參考到的變數意味著可能有其他的錯誤[2]。
- 軟體提交者的數量：是指專案提交（commit）歷史上有貢獻開發者的個數。這是流程指標，對於指出軟體缺陷很有幫助 [3]。

## 外部連結
- NIST Special Publication 500-235 Structured Testing: A Testing Methodology Using the Cyclomatic Complexity Metric